# 小奥伊特斯多夫
小奥伊特斯多夫（德語：Kleineutersdorf）是德国图林根州的一个市镇。总面积5.61平方公里，总人口353人（2020年12月31日），人口密度63人/平方公里。